# Ферапонт (Кашин)
Митрополит Ферапонт (в миру Дмитрий Витольдович Кашин; 21 апреля 1969, Москва) — архиерей Русской православной церкви, митрополит Костромской и Нерехтский, священноархимандрит Свято-Троицкого Ипатьевского монастыря города Костромы.
Тезоименитство 12 (25) декабря (преподобного Ферапонта Монзенского).

## Биография
Родился 21 апреля 1969 года в Москве в семье служащих. В 1986 году окончил среднюю школу № 179 города Москвы с углублённым изучением математики.
19 ноября 1989 года крестился в храме святителя Николая Чудотворца села Никольско-Архангельского Балашихинского района Московской области.
В 1991 году окончил Институт криптографии, связи и информатики в Москве по специальности «прикладная математика». В 1991—1993 годах проходил службу в Вооружённых силах.
В 1993—1995 годах — псаломщик Никольского храма села Полтево Балашихинского района Московской области.
В 1995—1999 годах — послушник Покровского Авраамиево-Городецкого монастыря Костромской епархии.
25 декабря 1999 года архиепископом Костромским и Галичским Александром (Могилёвым) пострижен в монашество с именем Ферапонт в честь преподобного Ферапонта Монзенского. 26 декабря — рукоположён во иеродиакона, 7 апреля 2000 года — во иеромонаха.
В 1999—2004 годах — референт Костромского епархиального управления.
В 2000—2004 годах — насельник Свято-Троицкого Ипатьевского монастыря города Костромы.
В 2002 году окончил Костромскую духовную семинарию.
17 августа 2004 года Священный синод постановил открыть Предтеченский Иаково-Железноборовский монастырь Костромской епархии и назначил иеромонаха Ферапонта его наместником. В 2006 году возведён в сан игумена.
В 2008 году окончил Московскую духовную академию. 23 марта 2011 года в Диссертационном совете МДА состоялись защиты диссертаций на соискание степени кандидата богословия за сочинение «Монастыри северо-запада Костромской земли (Буйский район): опыт церковно-археологических исследований».
29 апреля 2011 года награждён правом ношения креста с украшениями.

### Архиерейство
12 марта 2013 года определением Священного синода избран епископом Макарьевским, викарием Костромской епархии. 25 марта в храме Всех святых, в земле Российской просиявших, патриаршей резиденции в Даниловом монастыре в Москве управляющим делами Московской патриархии митрополитом Саранским и Мордовским Варсонофием возведён в сан архимандрита. 29 марта в Тронном зале храма Христа Спасителя в Москве состоялось его наречение во епископа. 28 апреля в храме Христа Спасителя хиротонисан во епископа Макарьевского, викария Костромской епархии. Хиротонию возглавил патриарх Кирилл в сослужении митрополита Астанайского и Казахстанского Александра (Могилёва), митрополита Саранского и Мордовского Варсонофия (Судакова), архиепископа Истринского Арсения (Епифанова), епископа Дмитровского Феофилакта (Моисеева), епископа Солнечногорского Сергия (Чашина), епископа Ханты-Мансийского и Сургутского Павла (Фокина).
13 мая 2013 года указом патриарха Московского и всея Руси Кирилла назначен управляющим Костромской епархией на время болезни архиепископа Костромского и Галичского Алексия. 25 декабря того же года решением Священного синода назначен епископом Костромским и Галичским.
C 17 по 28 ноября 2014 года в Москве слушал двухнедельный курсы курсы повышения квалификации для новопоставленных архиереев Русской православной церкви.
20 ноября 2016 года за Божественной литургией в храме Христа Спасителя в Москве в ходе празднования 70-летия патриарха Кирилла «за усердное служение Церкви Божией в Костромской епархии» был возведён им в сан архиепископа.
27 декабря 2016 года решением Священного синода из состава Костромской епархии была выделена Галичская епархия, в связи с чем титул епископа Ферапонта был изменён на «Костромской и Нерехтский». Обе епархии были включены в новообразованную Костромскую митрополию, главой которой стал архиепископ Ферапонт.
3 января 2017 года в Успенском соборе Московского Кремля патриархом Московским и всея Руси Кириллом возведён в сан митрополита.

## Награды
- Медаль ордена «За заслуги перед Отечеством» II степени (29 мая 2024 года) — за вклад в сохранение и развитие духовно-нравственных и культурных традиций, многолетнюю плодотворную деятельность[14]
- Орден «Алгыс» (2019 год, Казахстанский митрополичий округ)[15]
- Орден священноисповедника Николая, митрополита Алма-Атинского и Казахстанского (2014 год, Казахстанский митрополичий округ)[16]

## Сочинения
книги
- Курс лекций по предмету «Сектоведение» для 4 класса на 2003—2004 учебный год. — Кострома, 2003.
- Свято-Предтеченский Иаково-Железноборовский монастырь. — Кострома, 2005
- Иаково-Железноборовский монастырь: опыт церковно-археологического исследования (история, архитектура, святыни) /Дипломная работа/. — Московская Духовная Академия. — Сергиев Посад, 2007.
- Монастыри северо-запада Костромской земли (Буйский район): опыт церковно-археологических исследований, 2008 г. (кандидатская диссертация).
- Иаково-Железноборовский монастырь. — Кострома: Костромская епархия Русской Православной Церкви, 2017. — 126 с. — ISBN 978-5-903956-11-1 — 3000 экз.
- Феодоровская икона Пресвятой Богородицы: краткий исторический очерк из истории главной святыни Костромской земли. — Кострома: Костромская епархия Русской Православной Церкви, 2020. — 94 с. — ISBN 978-5-903956-19-7 — 5000 экз.
- На закате Империи: сборник статей. — Кострома : Костромская епархия Русской Православной Церкви, 2021. — 223 с. — ISBN 97-8-5-903956-22-7. — 500 экз.
- Костромской Кремль и его святыня: материалы по истории чудотворной Феодоровской иконы Божией Матери и Костромского Кремля в XIX—XX веках. — Кострома: Костромская епархия Русской православной церкви, 2022. — 479 с. — ISBN 978-5-903956-26-5. — 500 экз.

статьи
- О двух архивных документах, касающихся исторического облика Иаково-Железноборовского монастыря // Светочъ: Альманах. — Кострома, 2007. — № 1. — C. 101—106.
- Духовное наследие преподобного Иакова Железноборовского // Светочъ: Альманах. — Кострома, 2008. — № 3. — С. 47—52.
- Росписи летней части Воскресенского храма Ферапонто-Монзенского монастыря // Светочъ: Альманах. — Кострома, 2009. — № 5. — C. 180—182.
- Иаков Железноборовский // Православная энциклопедия. — М., 2009. — Т. XX : Зверин в честь Покрова Пресвятой Богородицы женский монастырь — Иверия. — С. 464—470. — 39 000 экз. — ISBN 978-5-89572-036-3. (раздел «Иконография»)
- К 1025-летию Крещения Руси. Значение исторического выбора Владимира Великого для истории Руси и эволюции его личности // Ипатьевский вестник. Научно-богословский журнал. № 1. — Кострома : Костромская православная духовная семинария, 2013. — 120 с. — С. 7-15
- «Честнейшую херувим…» (к 775-летию обретения чудотворной иконы Божией Матери, именуемой «Феодоровская») // Ипатьевский вестник. Научно-богословский журнал. № 2. — Кострома: Костромская православная духовная семинария, 2014. — 112 с. — С. 4-7.
- Северная Фиваида — сакральная территория Руси. К формированию монашеской традиции Костромской земли // Ипатьевский вестник. Научно-богословский журнал. № 3. — Кострома : Костромская православная духовная семинария, 2015. — 344 с. — С. 10-20
- Преподобный Никита Костромской, Серпуховский, Боровский: проблемы идентификации личности // Богословский вестник. 2019. — Т. 32. — № 1. — С. 210—231
- Из истории Костромской епархии в 1917 году: конфликт вокруг Кинешемского викариатства (Часть первая) // Ипатьевский вестник. 2020. — № 1 (9). — С. 31-42
- Костромская епархия в начале Первой мировой войны (по материалам отчета о состоянии епархии за 1914 год) // Христианское чтение: научно-богословский журнал. — 2020. — № 1 — С. 127—140
- Минейная (милютинская) редакция «Сказания о явлении и чудесах Феодоровской иконы Божией Матери» (XVII век) // Богословский вестник. 2020. — № 3 (38). — С. 280—293
- Кострома, 1979 год: тайный визит Патриарха к Феодоровской иконе // Ипатьевский вестник. 2020. — № 4 (20). — С. 19-23
- Путь всероссийской святыни: из истории чудотворной Феодоровской иконы Божией Матери // Богословский вестник. — 2020. — № 1 (36). — С. 202—224.
- Древний лик чудотворного образа [интервью] // Губернский дом : Историко-краеведческий и литературный журнал. — 2021. — № 4 (125). — С. 13-19.
- Материалы по истории чудотворной Феодоровской иконы Божией Матери в XIX веке. Часть 1 // Ипатьевский вестник. — 2021. — № 1. — С. 49-68.
- Материалы по истории чудотворной Феодоровской иконы Божией Матери в XIX веке. Часть 2 // Ипатьевский вестник. — 2021. — № 2. — С. 37-56.
- Материалы по истории чудотворной Феодоровской иконы Божией Матери в XIX веке. Часть 3. Окончание // Ипатьевский вестник. — 2021. — № 3. — С. 50-74.
- Материалы по истории чудотворной Феодоровской иконы Божией Матери и Костромского кремля в начале XX века. Часть 1 // Ипатьевский вестник. — 2021. — № 4. — С. 45-62.
- Материалы по истории чудотворной Феодоровской иконы Божией Матери и Костромского кремля в начале XX века. Часть 2 // Ипатьевский вестник. — 2022. — № 1. — С. 50-68.
- Материалы по истории чудотворной Феодоровской иконы Божией Матери и Костромского кремля в начале XX века. Часть 3. Окончание // Ипатьевский вестник. — 2022. — № 2. — С. 42-74.
- К вопросу о существовании «летописи Ипатьевского монастыря» // Ипатьевский вестник. — 2022. — № 4. — С. 44-58.
- Материнское благословение: к вопросу об участии чудотворной Феодоровской иконы Божией Матери в призвании на царство Михаила Феодоровича Романова в 1613 году. Часть 1 // Богословский вестник. — 2022. — № 1 (44). — С. 144—165.
- Материнское благословение: к вопросу об участии чудотворной Феодоровской иконы Божией Матери в призвании на царство Михаила Феодоровича Романова в 1613 году. Часть 2 // Богословский вестник. — 2022. — № 2 (45). — С. 204—222.
- Традиция принесения чудотворной Феодоровской иконы Божией Матери в города Галич и Буй в XIX—XX веках // Ипатьевский вестник. — 2022. — № 3. — С. 47-61.
- Шествие московского посольства 14 марта 1613 г. в Ипатьевский монастырь: версии события // Вестник Костромского государственного университета. — 2022. — Т. 28., № 1. — С. 21-25.